# Saison 2 de Narcos
 (octobre 2022).
La mise en forme du texte ne suit pas les recommandations de Wikipédia : il faut le « wikifier ».
Les points d'amélioration suivants sont les cas les plus fréquents. Le détail des points à revoir est peut-être précisé sur la page de discussion.
- Les titres sont pré-formatés par le logiciel. Ils ne sont ni en capitales, ni en gras.
- Le texte ne doit pas être écrit en capitales (les noms de famille non plus), ni en gras, ni en italique, ni en « petit »…
- Le gras n'est utilisé que pour surligner le titre de l'article dans l'introduction, une seule fois.
- L'italique est rarement utilisé : mots en langue étrangère, titres d'œuvres, noms de bateaux, etc.
- Les citations ne sont pas en italique mais en corps de texte normal. Elles sont entourées par des guillemets français : « et ».
- Les listes à puces sont à éviter, des paragraphes rédigés étant largement préférés. Les tableaux sont à réserver à la présentation de données structurées (résultats, etc.).
- Les appels de note de bas de page (petits chiffres en exposant, introduits par l'outil «  Source ») sont à placer entre la fin de phrase et le point final[comme ça].
- Les liens internes (vers d'autres articles de Wikipédia) sont à choisir avec parcimonie. Créez des liens vers des articles approfondissant le sujet. Les termes génériques sans rapport avec le sujet sont à éviter, ainsi que les répétitions de liens vers un même terme.
- Les liens externes sont à placer uniquement dans une section « Liens externes », à la fin de l'article. Ces liens sont à choisir avec parcimonie suivant les règles définies. Si un lien sert de source à l'article, son insertion dans le texte est à faire par les notes de bas de page.
- La présentation des références doit suivre les conventions bibliographiques. Il est recommandé d'utiliser les modèles {{Ouvrage}}, {{Chapitre}}, {{Article}}, {{Lien web}} et/ou {{Bibliographie}}. Le mode d'édition visuel peut mettre en forme automatiquement les références.
- Insérer une infobox (cadre d'informations à droite) n'est pas obligatoire pour parachever la mise en page.

Pour une aide détaillée, merci de consulter Aide:Wikification.
Si vous pensez que ces points ont été résolus, vous pouvez retirer ce bandeau et améliorer la mise en forme d'un autre article.
Chronologie
Saison 1 Saison 3
Cet article présente les dix épisodes de la deuxième saison de la série télévisée américaine Narcos.

## Distribution

### Acteurs principaux
- Wagner Moura : Pablo Escobar
- Boyd Holbrook (VF : Stéphane Pouplard) : Stephen Murphy, agent de la DEA
- Pedro Pascal (VF : Thierry Wermuth) : Javier Peña, agent de la DEA
- Raúl Méndez (VF : Marc Perez) : le président César Gaviria
- Manolo Cardona : Eduardo Sandoval
- Maurice Compte (VF : Alfonso Venegas Flores) : Colonel Horacio Carrillo

### Acteurs récurrents
- Cristina Umaña : Judy Moncada
- Ana de la Reguera (VF : Nayéli Forest) : Elisa
- Stephanie Sigman : Valeria Vélez, personnage basé sur Virginia Vallejo6
- Joanna Christie (VF : Nathalie Bienaimé) : Connie Murphy7 (saisons 1-2)
- Roberto Urbina : Fabio Ochoa
- Aldemar Correa : Ivan « El Terrible » Torres, personnage vaguement basé sur Iván Marino Ospina
- Danielle Kennedy (VF : Cathy Cerdà) : l'ambassadeur Noonan
- Julián Beltrán : Alberto Suarez
- Brett Cullen (VF : Patrick Borg) : l'ambassadeur Arthur Crosby
- Alberto Ammann (VF : Stéphane Miquel) : Helmer "Pacho" Herrera
- Paulina Gaitán : Tata Escobar, personnage basé sur Maria Victoria Henao
- Juan Pablo Raba (en) : Gustavo Gaviria
- Jorge A. Jimenez : Roberto "Poison" Ramos, personnage basé sur John Jairo "Pinina" Arias
- Diego Cataño : Juan Diego "la Quica" Díaz, personnage basé sur Dandeny Muñoz Mosquera
- Ariel Sierra : Juan "Gachette" Corrales B (Sure Shot)
- Julián Díaz : Nelson "Blackie" Hernández (El Negro)

## Épisodes

### Épisode 1:Enfin libre
- États-Unis /  France : 2 septembre 2016 sur Netflix

Le président Gaviria, face aux retombées de la fuite d'un criminel notoire et dangereux, place l'armée nationale à chaque coin de rue de Medellin pour garder un œil sur Pablo, tandis que Murphy et Pena sont à peine autorisés à travailler sur l'opération, qui est dirigée par Colonel Pinzon.
Le but est d'empêcher Pablo de se déplacer dans Medellin et de ramener son empire dans le jeu. Son empire ayant été divisé en son absence, le cartel de Medellin n'est en réalité qu'un certain nombre de petits gangs, et ces gangs sont en pleine mutation. Par exemple, Judy Moncada, la veuve de l'homme que Pablo a brutalement tué la saison dernière après avoir cru à tort qu'il le volait, veut sa mort. Lorsque Pablo, sur un conseil des Pricos, frappe son opération et tue un certain nombre de ses hommes, elle est obligée de prendre des mesures plus drastiques.
Alors qu'Escobar reprend le contrôle de l'entreprise, Steve Murphy devient extrêmement stressé lorsque sa femme Connie (Joanna Christie) emballe leur enfant et se dirige vers Miami. Elle restera avec sa mère et ne souhaite pas discuter de la décision avec son mari.
Murphy est en colère et attaque deux hommes d'affaires de Miami qui consomment de la cocaïne dans les toilettes des hommes de l'aéroport. L'agent de la DEA est arrêté pour ses efforts. Javi le fait sortir de prison et ils se dirigent vers la maison où La Quica est en train de tuer des prostituées qui, selon lui, ont informé la police d'Escobar.
Murphy est en colère et attaque deux hommes d'affaires de Miami qui consomment de la cocaïne dans les toilettes des hommes de l'aéroport. L'agent de la DEA est arrêté pour ses efforts. Javi le fait sortir de prison et ils se dirigent vers la maison où La Quica est en train de tuer des prostituées qui, selon lui, ont informé la police d'Escobar. La DEA et deux soldats de l'armée poursuivent le tueur et son ami Limon mais les perdent au marché. La Quica veut ensuite tuer Maritza car il la soupçonne également de mouchard.

### Épisode 2:Cambalache
- États-Unis /  France : 2 septembre 2016 sur Netflix

Ainsi, avec le président Gaviria faisant son annonce publique afin de faire pression sur Pablo Escobar, vous devez supposer qu'il ne lui faudra pas longtemps pour riposter. Effectivement, il sort sa propre interview en haut du deuxième épisode, disant qu'il est prêt à retourner en prison si sa sécurité peut être garantie. C'est un autre mouvement de relations publiques, une autre interview qui fait de lui un héros pour de nombreuses personnes en Colombie.
Alors que tout l'accord Escobar est continuellement tâtonné, la DEA et le président George Bush décident qu'il est temps d'apporter quelques changements. Arthur Crosby, un vétéran de l'armée, est nommé nouvel ambassadeur et Claudia Messina est embauchée pour diriger la DEA. En d'autres termes, elle est responsable de Murphy et Pena, et elle fait connaître sa présence tout de suite, disant à Murphy que s'il se trompe à nouveau comme il l'a fait en frappant un homme d'affaires de Wall Street, il sera renvoyé aux États-Unis. Murphy, Pena et maintenant Messina, tentent de retrouver Escobar malgré la bureaucratie mise en place par le colonel Pinzon. Il dirige le spectacle et ses tactiques directes conduisent à un autre raid raté, alors qu'Escobar s'échappe à nouveau par un tunnel dans sa maison. Murphy voulait y aller furtivement, mais Pinzon est tout au sujet de la démonstration de force, et bien sûr, cela se retourne une fois de plus contre eux.

### Épisode 3:L'Homme de Madrid
- États-Unis /  France : 2 septembre 2016 sur Netflix

Comme l'explique Murphy, Pablo fait tuer, sur son ordre, en moyenne 400 flics par an en Colombie. Sa dernière attaque force un grand changement au sein du Search Bloc.
Dans le même temps, le colonel Pinzon démissionne et le président Gaviria est contraint de faire venir le seul homme qui, selon lui, fera tout pour faire tomber Pablo : le colonel Carrillo, qui dirige maintenant le Search Bloc et traque impitoyablement le cartel. Lorsque Pablo est informé que Carrillo est de retour à Medellin, le regard sur son visage est une pure terreur. Il sait que cet homme est une menace, et peut-être la seule chose qui puisse arrêter le règne de Pablo. Tata le sait aussi ; tout ce qu'elle veut, c'est fuir avant que son mari ne soit tué.
Pour Pena, Carrillo va trop loin lorsqu'il rassemble un groupe de jeunes observateurs et en tire un dans la tête à titre d'exemple. Ce sont des enfants, et pourtant Carrillo n'a aucune sympathie. Murphy, quant à lui, pense qu'il peut gérer ce que Pena ne peut pas, mais après que le bloc de recherche a capturé Gato, travaillant sur un conseil soigneusement placé de Judy Moncada, qui travaille également avec les frères Rodriguez du cartel de Cali, il regarde également Carrillo partir aussi. loin. Alors qu'ils volent vers Bogota, Gato et son acolyte refusent de donner la moindre information sur Pablo. Alors Carrillo les pousse tous les deux hors de l'hélicoptère et les regarde tomber jusqu'à leur morts.
La guerre contre la drogue et la chasse à Pablo Escobar font des ravages. Murphy appelle Connie, essayant d'accéder à un certain sens de la normalité, tandis que lui et Pena boivent à leur bureau. En attendant, Pablo riposte en faisant venir Valeria pour interviewer un jeune guetteur qui a survécu. Il lui fait raconter son histoire sur Carrillo et ses hommes tuant l'autre guetteur, dans l'espoir de retourner la population contre lui.

### Épisode 4:Le Bon, la Brute et le Cadavre
- États-Unis /  France : 2 septembre 2016 sur Netflix

Le bloc de recherche de Carrillo élimine tous ses sicarios et les laboratoires de Moncada, tandis que, à l'insu de Pablo, le cartel de Cali travaille à faire équipe avec les Autodefensas, un groupe paramilitaire de droite dirigé par les Castaños, pour le faire tomber.
Essentiellement, l'opération de Pablo est en plein désarroi. Fondamentalement, Limon convainc Maritza que s'ils livrent Pablo Escobar, ils peuvent tous les deux être libres. Ainsi, après que Maritza ait parlé à Pena et l'ait convaincu que sa prétention de savoir où sera Escobar est légitime, il transmet cette information à Carrillo et à Messine. Ils organisent un démontage et tout se passe bien.
C'est-à-dire jusqu'à ce que le vrai plan soit réellement exécuté. Tout d'abord, Murphy et Pena sont laissés pour compte à cause de la bureaucratie, ce qui ne les rend pas très heureux. Puis, alors que Carrillo et ses hommes s'arrêtent à l'endroit que Maritza leur a indiqué, ils sont pris en embuscade. Une voiture piégée explose et un camion empêche les hommes de s'échapper. De là, les hommes d'Escobar abattent un par un les membres du bloc de recherche, jusqu'à ce qu'il ne reste plus que Carrillo, respirant à peine.
Il est parti pour Pablo. Le baron de la drogue se tient au-dessus de lui, lui rend sa balle, puis l'abat. Tout à coup les tables se retournent en faveur d'Escobar. Maintenant, tout a changé. Pena et Murphy sont lourdement coupables de la désinformation, mais comme nous l'apprenons à la fin de l'épisode, ce n'est pas Maritza qui les a trahis, mais plutôt Limon. C'était son plan depuis le début, se mettre lui-même et Maritza en faveur de Pablo.

### Épisode 5:Les Ennemis de mon ennemi
- États-Unis /  France : 2 septembre 2016 sur Netflix

Avec la mort de Carrillo, Gaviria est obligée de convaincre une autre personne de prendre le poste de chef du bloc de recherche. Bien sûr, personne ne veut de ce travail, mais le président a un moyen sournois de s'assurer qu'ils obtiennent l'homme qu'ils veulent. Lorsque Gaviria demande au colonel Martinez de prendre le poste, il refuse. Mais alors Gaviria lui dit que son fils, qui vient d'être diplômé de l'académie de police, a accepté une invitation à faire partie du Search Bloc, Martinez n'a d'autre choix que d'accepter. Il s'agit de protéger son fils, ce qui ne sera pas facile étant donné que Martinez recevra bientôt une urne et une nécrologie avec l'aimable autorisation de Pablo Escobar.
Pour Pablo, il fait bon vivre à la maison. Avec Carrillo pris en charge, il se sent libre et les affaires reprennent. Carlos, le frère de Tata et également chef des opérations de Pablo à Miami, vient lui rendre visite et apporte la nouvelle que les affaires vont bien et que The Lion fait un excellent travail. Pablo, toujours optimiste, veut rencontrer le Lion en personne pour discuter de la croissance de l'entreprise. Alors, ils envoient un message à Miami et attendent son arrivée. Il arrive en Colombie, mais il est intercepté par les hommes de Rodriguez et forcé de rencontrer Pancho et ses copains. Quelque chose de louche est mis en place ici, mais nous devrons attendre les réponses.
Pendant ce temps, Pena a peu confiance dans les méthodes datées du colonel Martinez pour faire tomber Escobar; il ne voit tout simplement pas la recherche sur la grille fonctionner, surtout compte tenu du caractère insaisissable d'Escobar jusqu'à présent. Ce manque de foi est important pour les décisions qu'il prend à l'avenir, et c'est tout à l'honneur de Narcos d'avoir présenté sa psychologie si simplement. Essentiellement, quand lui et Trujillo retrouvent Limon avec l'aide de Maritza, ce qui les amène à repérer Velasco à Medellin, l'appel de Pena à la sauvegarde est refusé. Alors, il se tourne vers la seule option dont il sait qu'elle se présentera : Don Berna. Berna se présente avec son muscle et ensemble, ils abattent quelques sicarios et accrochent Velasco.
Berna ramène Velasco dans son enceinte et le torture, mais l'homme n'abandonne pas grand-chose. Les seules informations que Don Berna obtient sont les adresses de trois comptables à la solde de Pablo Escobar. C'est quelque chose, je suppose. Pourtant, la relation entre Pena et Berna est cimentée. "Il s'agit de tuer Pablo Escobar", dit-il, et les deux travaillent ensemble pour commencer à éliminer les sicarios de Pablo. Comme le dit Murphy, permettre à Don Berna, aux frères Castaños et à un certain nombre de justiciers d'errer dans les rues à la recherche de Pablo revient à "verser de l'essence sur un feu".

### Épisode 6:Los Pepes
- États-Unis /  France : 2 septembre 2016 sur Netflix

C'est grâce à Los Pepes, l'escadron de la mort justicier dirigé par Don Berna et les frères Castaños. Ils l'emmènent vraiment à Escobar, tuant un sicario après l'autre et exhibant souvent les corps en public. Ils envoient un message, et ça commence à entrer dans la peau de Pablo.
Autant il y a de tension entre Los Pepes et Pablo Escobar – cette tension atteint son paroxysme à la fin de l'épisode dans une séquence étonnante et explosive qui, comme d'habitude avec Narcos, est magnifiquement tourné – la vraie tension mise en évidence ici est entre Pena, Los Pepes et le Search Bloc. Vous voyez, Pena prend essentiellement des informations du Search Bloc et les transmet à Don Berna parce que Los Pepes peut ignorer la bureaucratie et simplement frapper Escobar là où ça fait mal. Même si Pena pense qu'il fait ce qu'il y a de mieux pour obtenir Escobar, il y a un conflit évident ici. Murphy soupçonne que Pena est impliquée dans le Bloc – bien sûr, il le confirme plus tard dans l'épisode – et lorsque le colonel Martinez verrouille une section de Medellin afin d'attraper Blackie, les deux forces sont sur le point de s'affronter. Heureusement, Pena parvient à parler à Los Pepes à un poste de contrôle tenu par le fils de Martinez. Il arrive juste à temps, car la scène n'est qu'à quelques instants de se transformer en bain de sang.
Alors que Pena et Los Pepes continuent de naviguer dans leur relation compliquée, Escobar cherche un moyen de riposter. Le Dr Prisco, un homme vicieux sur sa liste de paie, torture l'un des tireurs de Los Pepes qui est allongé à l'hôpital, et il ne tarde pas à abandonner pour qui il travaille. Vous pouvez ici le dédain dans la voix de Pablo quand il dit "les Castaños". Ce dédain conduit à une attaque vicieuse et à une autre scène violente merveilleusement tournée. Les hommes de Pablo parviennent à faire exploser une bombe lors du mariage de la fille de Rodriguez. C'est une attaque que le cartel de Cali considère comme franchissant la ligne. Ils jurent de riposter sans pitié.
Bien sûr, ils doivent d'abord trouver Pablo. Heureusement pour eux, la mère de Pablo est une catholique têtue, alors elle se faufile et va à la messe de Noël. Cela signifie que Los Pepes la repère et suit sa voiture jusqu'à l'enceinte de Pablo, et ils font des ravages sur place. Tata et les enfants s'en sortent à peine vivants, mais le frère de Tata, Carlos, n'a pas cette chance.

### Épisode 7:Allemagne, 1993
- États-Unis /  France : 2 septembre 2016 sur Netflix

C'est parce que Los Pepes et Pablo Escobar augmentent continuellement la violence de leurs attaques. Los Pepes expose les corps dans ce que Murphy appelle « l'art populaire colombien » tandis que Pablo se prépare à riposter une fois que sa famille sera en sécurité. Il les expédie en Allemagne, espérant cacher la destination en réservant de nombreux vols, mais ce ne sera pas si facile. Gaviria donne carte blanche à Messina et Crosby, alors ils disent à Murphy de se rendre à l'aéroport et de suivre la famille partout où ils vont.
Une fois arrivés en Allemagne, Murphy informe la police que la famille Escobar a une grosse somme d'argent dans son sac qu'elle essaie de faire passer la frontière. Murphy attend toute la nuit pendant que les responsables colombiens, américains et allemands discutent de ce qu'il faut faire avec la famille Escobar. Finalement, ils sont renvoyés en Colombie, où ils sont immédiatement pris en charge par la police nationale sous les ordres du procureur général, qui travaille également dans une sorte de collusion avec Pablo Escobar.
Ainsi, Fernando Duque fait de son mieux pour échapper aux griffes de Pablo Escobar et s'enfuit avec son fils de 14 ans, mais ils finissent mort dans le coffre d'une voiture aux mains de Los Pepes. Cela se produit malgré les tentatives de Pena de se distancier de Don Berna et des frères Castaños, dont il ne peut pas tolérer les actions.
Trujillo est celui qui donne les informations sur Fernando à Don Berna, et il n'éprouve aucun remords quant à sa décision. 

### Épisode 8:L'Évasion d'El Patrón
- États-Unis /  France : 2 septembre 2016 sur Netflix

D'une part, l'attaque de Bogota a véritablement tourné la Colombie contre Pablo Escobar, même ses partisans inflexibles dénonçant le meurtre de tant d'innocents, à savoir des enfants. Tout ce meurtre pendant que sa famille est également en sécurité en détention préventive. Pourtant, cela ne suffit pas pour Escobar, et avec une élection à venir, Gaviria ressent la pression pour permettre à la famille Escobar de trouver asile dans un autre pays. Pacho et le cartel de Cali prennent le relais à Miami et le Lion est tué. La police arrête Blackie et il remet des informations à Peña et Murphy qui mènent à la capture de La Quica. Ensuite, il y a Valeria, qui finit morte aux mains de Los Pepes et exposée devant l'hôtel où séjourne la famille de Pablo. Pablo est à l'extérieur maintenant, se battant pour sa vie alors que tout autour de lui s'effondre.
Mais tout n'est pas encore perdu pour Pablo. Bien sûr, Gaviria proclame hardiment au procureur général qu'il n'a pas l'intention de laisser la famille Escobar demander l'asile dans un autre pays, mais Pablo parvient à éviter une fois de plus la capture. La Quica abandonne l'emplacement du Montecasino, où Pablo a prévu de piller et de tuer des membres de Los Pepes, alors la DEA et les gens du colonel Pinzon jalonnent l'emplacement dans l'espoir d'attraper le baron de la drogue. Mais Pablo est trop avisé. Il peut dire que La Quica n'est pas honnête lorsqu'il reçoit un appel quelques instants avant de se présenter à Montecasino. Ainsi, il évite à nouveau d'être capturé, envoyant Peña dans une crise qui se traduit par la DEA et le bloc de recherche qui attaquent Montecasino de toute façon et tuent un certain nombre de ces hommes.

### Épisode 9:Nuestra Finca
- États-Unis /  France : 2 septembre 2016 sur Netflix

Cela fait un mois et 14 jours qu'il n'y a plus eu de nouvelles de Pablo Escobar. La DEA et le Search Bloc sont immobiles, sans rien de nouveau sur quoi travailler. Bien sûr, Gaviria a finalement dénoncé publiquement Los Pepes, et le trou laissé par l'absence d'Escobar a laissé les cartels restants réclamer le contrôle, mais dans l'ensemble, la vente de drogue est calme.
C'est jusqu'à ce qu'un gouffre se développe définitivement au sein de Los Pepes. Ce n'est plus un collectif. Au contraire, Judy Moncada et Don Berna sont, en un sens, en guerre avec les frères Castaño et Gilberto Rodriguez. Judy veut reprendre le contrôle de tous ses laboratoires, mais le cartel de Cali n'a aucun intérêt à céder ce contrôle. Alors, ils franchissent la prochaine étape logique : ils tentent de tuer Judy Moncada. L'attentat finit par tuer son chauffeur à sa place, mais le message est passé.
Cela envoie Judy Moncada directement à Peña. Elle veut un marché. Ainsi, Pena apporte la proposition à Messine, qui approuve l'immunité de Judy Moncada après qu'elle s'est retournée contre le cartel de Cali et, espérons-le, contre Pablo Escobar. Judy ne se rend jamais à l'entretien, mais pour les raisons pensés, il y a des motivations politiques complexes en jeu ici. Ainsi, Don Berna s'associe aux frères Castaño pour se débarrasser de Judy Moncada, ce qui se traduit par sa remise à la CIA plutôt qu'à la DEA. C'est un coup d'État tiré par la CIA Bill, qui est toujours intéressé à voir Messine et Peña tomber pour avoir aidé Los Pepes. Comme je l'ai dit, beaucoup de motivations complexes ici, et beaucoup de politicaillerie déguisée.
Avec Limon, Pablo se cache dans la ferme isolée de son père à la campagne. C'est un endroit paisible, comme le dit affectueusement Limon, et il est clair que Pablo apprécie le retour à quelque chose de simple.

### Épisode 10:¡Al Fin Cayó!
- États-Unis /  France : 2 septembre 2016 sur Netflix

Ce à quoi Pablo pense le jour de son anniversaire est d'être le président de la Colombie, alors qu'il est assis seul dans son appartement à Medellin pendant que sa famille lui chante "Happy Birthday". C'est le plus bas que nous ayons vu Pablo Escobar.
Javier Peña est renvoyé aux États-Unis après que les citations de Judy Moncada dans le Miami Herald à propos de son implication avec Los Pepes menacent de déclencher un scandale pour le gouvernement.
De retour à Medellin, le fils du colonel Pinzon pense avoir enfin retrouvé Escobar. Il a capté un signal venant de Casablanca. Ainsi, Gaviria ordonne à Pinzon d'y installer une base d'attache temporaire afin d'attraper Escobar. Alors que le Search Bloc et la DEA se préparent pour un autre raid, Tata supplie son mari de se rendre. C'est la seule chose qui pourrait la sauver, elle et les enfants, car Gaviria a mis fin à leurs services de protection.
Pendant une courte période cependant, ils sont en sécurité. La DEA et le Search Bloc font une descente dans le complexe d'appartements où Escobar se trouverait, mais il est introuvable. "C'est un signal fantôme", explique le fils de Pinzon, ce qui signifie que le signal a dû rebondir sur l'eau quelque part à proximité. La recherche de Pablo est de retour.
Effectivement, ils traquent un autre signal, mais cette fois, le fils de Pinzon a encore plus de preuves : il aperçoit Pablo à la fenêtre du complexe d'appartements. La DEA et Search Bloc envahissent l'endroit immédiatement. Quand ils entrent par effraction, Limon fait de son mieux pour éloigner les flics d'El Patron, mais en vain. Alors que Pablo tente de s'échapper par les toits de Medellin, Murphy lui tire deux balles dans le dos. Il n'est pas mort jusqu'à ce qu'un autre officier se place au-dessus de lui et l'abatte d'un seul coup dans la tête. « Vive la Colombie », hurle-t-il. Si seulement la justice était aussi simple.
Pablo Escobar est peut-être mort, mais cela ne résout pas les problèmes de trafic de drogue en Colombie. Le cartel de Cali célèbre la mort de leur ennemi et Gilberto arme Tata pour tout ce qu'elle a, car ils savent que c'est le moment de briller.